# Normkritik
Normkritik är ett svenskt sociologiskt begrepp för olika metoder för att synliggöra, kritisera och förändra strukturer och sociala och språkliga normer som begränsar livet för individer som inte faller inom det som betraktas som normalt i samhället. Normkritik är en teori och en metod för att motarbeta diskriminering och exkludering.

## Bakgrund
Normkritik uppstod under inflytande av intersektionalitetsdiskussionen och boken Skola i normer (2008) av Lena Martinsson & Eva Reimers. RFSL Ungdom hade i samarbete med Forum för levande historia gjort utbildningsmaterialet "Bryt!", vilket handlade om normer i allmänhet och heteronormer i synnerhet. Själva begreppet normkritik myntades i en tvärprofessionell studiecirkel via RFSL Ungdom i Stockholm kring 2007, vilken bestod av pedagoger, akademiker inom genusfältet samt myndighetspersoner, och där alla var intresserade av framför allt queera perspektiv på pedagogik och lärande. Studiecirkeln läste Kevin Kumashiros (en) bok Troubling Education, i vilken Paulo Freire och dennas De förtrycktas pedagogik var mycket viktig. Parallellt med studiecirkeln utgavs boken I normens öga av stiftelsen Friends. Studiecirkeln skrev boken Normkritisk pedagogik: Makt, lärande och strategi för förändring och ordet fick snabbt spridning eftersom studiecirkeln bestod av personer i olika maktpositioner och som använde ordet i olika rapporter.:27m32s-32m16s
Normkritik slog i Sverige igenom i slutet av 00-talet.
Feminister, queeraktivister och teoretiker har haft betydelse för dess framväxt. Idag används normkritik både inom forskning[källa behövs] och på arbetsplatser. Metoder som normkritisk pedagogik används inom exempelvis utbildningsväsendet.[källa behövs]

### Normer som begränsar
Enligt Tema likabehandling hänger diskriminering och trakasserier nära samman med de normer som finns i ett samhälle. De förespråkar ett intersektionellt synsätt för att synliggöra hur olika diskriminerande strukturer (som den etniska maktordningen och könsmaktsordningen) samverkar och förstärker varandra.
De begränsningar som normerna innebär kan ta sig kulturella, sociala och ekonomiska uttryck, exempelvis genom diskriminering och trakasserier. Utgångspunkten för ett normkritiskt perspektiv[förklaring behövs] är att lika rättigheter och möjligheter ska gälla för alla samhällets medlemmar.
Det innebär ett fokus på att förändra normerna och öppna upp möjligheterna att vara sig själv snarare än att få människor att anpassa sig till gällande normer.
Rädda barnens ungdomsförbund tror att diskriminering och mobbning i skolan har med normer och makt att göra.
Enligt olika genusvetenskapliga teorier om normkritiskt arbete är utgångspunkten att det är rådande normer och inte den som utsätts för diskriminering som är problemet. Enligt teorin är målet för normkritiskt arbete inte att skapa samhällen eller sociala sammanhang utan normer, men normer förändras i samspel med olika ekonomiska och materiella förhållanden i samhället, och de är möjliga att påverka genom aktivt förändringsarbete. 

## Användning
Normkritik brukar appliceras på kön, könsöverskridande identitet eller uttryck, etnisk tillhörighet, religion, sexuell läggning, funktionshinder, ålder, klass, familjestruktur eller plats.

### Gruppövningar och mekanismer
En övning som ingår i normkritik är "privilegiepromenaden":47m29s (även kallad "Ett steg fram"). Övningen kan göras i två versioner: En där deltagarna utgår från sig själva, en där de får kort med roller som de ska utgå ifrån. Deltagarna ska börja att så brevid varandra på rad och därefter ta steg framåt eller bakåt beroende på om de påståenden som övningsledaren läser upp stämmer eller inte. Påståenden kan handla om religion, sexuell läggning, könsidentitet, hälsostatus och privatekonomi.
En annan övning är "teflontestet". Ytterligare andra övningar kan vara "Artikelövning", "En vanlig man", "Egenskapsövning", "Ett steg fram", "Gruppsamtal om härskartekniker och motstrategier", "Homogenitetsstick", "Jämställt hela vägen", "En väg in", "Jämställdhetsquiz", "Mediegranskning", "Normfrågor", "Normspelet", "Normtriangeln", "Varför jämställdhet?", "Årtalsquiz". Det kan vara värderingsövningar som "Heta stolen", "Värdebarometer", "Fyra hörn", rollspel, "Heta linjen" och "Oavslutade meningar".
I mars 2021 skrev folkhögskoleläraren Therese Malmberg i Kvartal att det från normkritiska övningar finns en koppling till kulturrevolutionen (1966–1976) i Kina under Mao Zedong: Propaganda framfördes inte av demagoger till passiva åhörare. Istället engagerades mottagarna i gruppsamtal där innehållet producerades gemensamt inom en bestämd ideologisk ram, och agitatorn var snarare en moderator som bevakade att samtalet höll sig innanför ramen. Det var viktigt att alla deltog aktivt, eftersom offentligt uttryckta åsikter då inte lika lätt kunde tas tillbaka. Deltagarna tog därmed små steg in i ideologin.

## Risker och kritik

### Risker med normkritik
En risk med nedbrutna normer är att det kan leda till det som inom sociologin kallas anomi, ett socialt amoraliskt tillstånd i vilket ett kollektivs gängse normer och värden är ifrågasatta och därmed på väg att avta i styrka. Det är en försvagning eller splittring av sociala normer som leder till okontrollerade beteenden, bland annat ges människors djuriska drifter tydligare uttryck. Enligt Émile Durkheim (1858-1917), som introducerade termen, mår individer bäst i miljöer där det finns klara normer som styr handlingar: individer som styrs av få eller tvetydiga normer tenderar att vara olyckliga. I boken Självmordet presenterar Durkheim data som stöder uppfattningen att människor mår bättre, och självmordsfrekvensen sjunker, när människor har klara normer att ty sig till.

### Kritik
Normkritiska arbetssätt har anammats av statliga museer samt av public service-bolaget Utbildningsradion (UR), vilket har kritiserats av kulturdebattörer som Åsa Linderborg, Ola Wong och Ann Heberlein.
I mitten av 2010-talet kritiserade journalisten Per-Axel Janzon UR:s arbete med normkritik och ville själv göra ett normkritiskt reportage om normkritik. Men han fick efter en uppgörelse med sin arbetsgivare istället lämna UR vid 64 års ålder och efter nio år som reporter där.
Sara Kristoffersson, professor i designhistoria vid Konstfack, skrev 2016 både om paradoxen att "Om alla bryter mot en norm blir normbrytning snarare en ny norm", om det genomslag som termen hade fått inom skolvärlden och inom pedagogisk forskning, hur självklart det verkade vara för skolverket att använda ordet, och även förslag på att normkritik borde genomsyra hela lärarutbildningen. Kristoffersson skrev att ordet normkritik hade blivit ett honnörsord som varken ifrågasattes eller problematiserades, och att det framförallt framstod som att nedbrytning av främst två normer prioriterades: etnicitet och genus, medan andra, till exempel ålder, klass och funktionsnedsättning, inte framstod som lika angelägna. Kristoffersson menade att den ensidiga diskussionen var intellektuellt ohederligt och ledde till nya normer och hierarkier.
2018 skrev Kristdemokraternas partiledare Ebba Busch Thor i en debattartikel i Svenska Dagbladet att "vänsterns normkritik har underminerat samhället".
I juni 2021 skrev historieprofessor Yvonne Hirdman om normkritik: "Ett ord som dryper av radikalism. Av den goda viljan: vi ska leta efter, upptäcka de normer som kväver våra sanna jag. Utan att för ett ögonblick reflektera över vilka normer som styr normkritiken."
I augusti 2021 skrev psykiatriprofessor Markus Heilig att normkritik och dekonstruktion av könsroller är missriktat om man vill få bukt med våld mot kvinnor.
I juli 2022, i samband med en intervju om boken Skör demokrati, sade Sten Widmalm, professor i statskunskap, att implementera normkritik blir en bisarr paradox; om kravet på normkritik kommer uppifrån samtidigt som man ska förespråka demokrati och hållbar utveckling, då innebär normkritik att man ska ifrågasätta demokrati och hållbart miljöarbete.:9m17s Erik Hörstadius sade 2023 att en uppifrån påbjuden normkritik blir absurd.